# Черепашки-ниндзя (саундтрек, 2014)
«Черепашки-ниндзя» (саундтрек) — сборник музыки к фильму «Черепашки-ниндзя» 2014 года. Он был выпущен Atlantic Records 22 июля 2014 года. Композитором выступил Брайан Тайлера. Также альбом включает сингл Shell Shocked, который играет в титрах картины. Саундтрек, как и фильм, получил смешанные отзывы, причём большая часть критики была направлена на отсутствие разнообразия, цикличности и чрезмерного использования главной темы франшизы «Черепашки-ниндзя».

## Трек-лист
Вся музыка написана Брайана Тайлера.
| №                   | Название                                                                                     | Длительность |
| ------------------- | -------------------------------------------------------------------------------------------- | ------------ |
| 1.                  | «Teenage Mutant Ninja Turtles»                                                               | 4:45         |
| 2.                  | «Adolescent Genetically Altered Shinobi Terrapins»                                           | 4:31         |
| 3.                  | «Splinter vs. Shredder»                                                                      | 6:25         |
| 4.                  | «Origins»                                                                                    | 6:02         |
| 5.                  | «Brotherhood»                                                                                | 1:19         |
| 6.                  | «Turtles United»                                                                             | 4:10         |
| 7.                  | «Rise of the Four»                                                                           | 3:34         |
| 8.                  | «The Foot Clan»                                                                              | 3:17         |
| 9.                  | «Shell Shocked» (Juicy J, Wiz Khalifa и Ty Dolla Sign при участии Kill The Noise и Madsonik) | 3:23         |
| 10.                 | «Project Renaissance»                                                                        | 1:57         |
| 11.                 | «Shortcut»                                                                                   | 4:41         |
| 12.                 | «Shredder»                                                                                   | 5:59         |
| 13.                 | «Cowabunga»                                                                                  | 4:35         |
| 14.                 | «99 Cheese Pizza»                                                                            | 1:49         |
| 15.                 | «Adrenaline»                                                                                 | 6:26         |
| 16.                 | «Buck Buck»                                                                                  | 4:11         |
| 17.                 | «TMNT March»                                                                                 | 2:07         |
| Общая длительность: | Общая длительность:                                                                          | 70:02        |

## Места в чартах
| Чарт (2014)                           | Пик позиции |
| ------------------------------------- | ----------- |
| Australia (ARIA)                      | 14          |
| США (Billboard Hot 100)               | 84          |
| США (Billboard Hot R&B/Hip-Hop Songs) | 26          |
| США (Billboard Hot Rap Songs)         | 17          |